# Nawabshah
Nawabshah (oft getrennt geschrieben: Nawab Shah, Urdu نوابشاہ) ist eine Stadt in Pakistan.

## Geografie
Die Stadt liegt im Zentrum der Provinz Sindh am Indus, etwa vier Fahrstunden mit dem Auto von Karatschi entfernt. Sie wird auch als das Herz von Sindh bezeichnet. Das Klima ist heiß und trocken.

## Geschichte
Die Stadt wurde 1912 gegründet.
Am 6. August 2023 ereignete sich südlich der Stadt ein schwerer Eisenbahnunfall, bei dem 34 Menschen starben.

## Wirtschaft
Die Stadt ist bekannt für die Zuckerrohr- und Bananenproduktion.

## Verkehr
Der Flughafen von Nawabshah liegt stadtnah.
Der Bahnhof von Nawabshah liegt an der Nord-Süd-Magistrale der Pakistanischen Eisenbahn, etwa 275 Streckenkilometer nördlich von Karatschi.

## Söhne und Töchter der Stadt
- Amjad Farooqi (1974–2004), pakistanischer Terrorist